# Dave Rubinstein
David Rubinstein, también conocido como Dave Insurgent (5 de septiembre de 1964 - 3 de julio de 1993), fue un cantante estadounidense, reconocido por haber sido uno de los fundadores de la banda de hardcore punk Reagan Youth en la ciudad de Nueva York. Rubenstein fundó la agrupación con el guitarrista Paul Bakija cuando ambos estaban en la escuela secundaria en Forest Hills, Queens. La banda ya tocaba en los clubes punk de Manhattan cuando sus miembros estaban todavía en el instituto.

## Biografía

### Reagan Youth
Mientras los miembros de Reagan Youth asistían a la Escuela Secundaria Forest Hills, la banda actuaba regularmente en el CBGB y en otros lugares del incipiente circuito punk rock de los Estados Unidos. Nunca grabaron un álbum de estudio, sólo algunas cintas autopublicadas y un EP de siete canciones que logró vender más de 40 000 copias. También aparecieron en varios álbumes recopilatorios, incluyendo Live at CBGB's. Hicieron dos giras por el país, en 1984 y 1987, compartiendo cartel con bandas como Dead Kennedys, U.S. Chaos, Agnostic Front, Bad Brains y Beastie Boys. Fueron un pilar en los conciertos de la matiné del CBGB los domingos y actuaron en el evento Rock Against Racism a principios de los años 1980.
Reagan Youth era una banda de ideología de izquierda y antirracista, que a menudo utilizaba imágenes del Ku Klux Klan y del Partido Nazi a modo de sátira política. En su encarnación original de los años 1980 buscaron abordar los paralelismos entre las políticas del presidente Ronald Reagan, la derecha cristiana y los conservadores americanos y las creencias de los grupos de odio. Su canción homónima traza paralelismos entre los jóvenes republicanos y las Juventudes Hitlerianas. Este tipo de contenido estaba en parte influenciado por el hecho de que los padres de Rubinstein fueran sobrevivientes del Holocausto.
A finales de la década, los miembros de la banda se encontraban frustrados y desgastados por los años de giras, el uso de drogas y el no haber triunfado económicamente en la industria de la música. Cuando Reagan dejó el cargo, la banda se disolvió oficialmente. Rubinstein y varios miembros de la agrupación continuaron tocando música juntos y formaron House of God, grupo que nunca alcanzó el mismo éxito de Reagan Youth.

### Problemas personales y suicidio
En el momento de la separación del grupo, Rubinstein había desarrollado una grave adicción a la heroína y estaba traficando con drogas. Durante un intercambio, otro traficante lo golpeó con un bate de béisbol y lo dejó en coma. En el hospital recibió una lobotomía para aliviar el trauma cerebral y salvar su vida. Cuando salió de la clínica regresó a la casa de sus padres, donde continuó usando drogas. Eventualmente Rubinstein dejó el hogar y se mudó de nuevo al Lower East Side. Entre el asalto y su continuo uso de drogas, el músico empezó a desarrollar una personalidad errática. Muchos de sus amigos de la escena punk habían dejado de frecuentar su compañía.
Comenzó a salir con Tiffany Bresciani, una prostituta que trabajaba en la calle Houston y bailaba en clubes de estriptis de toda la ciudad. A menudo, Rubinstein esperaba que su novia atendiera a un cliente y luego la acompañaba a comprar drogas.
El 24 de junio de 1993, Rubinstein y Bresciani se encontraban en la calle Allen cuando un cliente se detuvo en una camioneta Mazda. Tiffany se subió, diciéndole a su novio que volvería en veinte minutos. Al ver que no regresaba, Rubinstein llamó a la policía y les dio una descripción de la camioneta. El 28 de junio dos agentes del estado de Nueva York estaban patrullando el Southern State Parkway de Long Island y detuvieron la camioneta después de una persecución a baja velocidad, encontrando el cuerpo en descomposición de Bresciani en la parte de atrás. Arrestaron al conductor, Joel Rifkin, uno de los asesinos en serie más infames de Long Island, relacionado con el asesinato de numerosas prostitutas.
El 30 de junio de 1993, la madre de Rubinstein murió en un extraño accidente después de ser atropellada por un vehículo conducido por su padre. Deprimido y solo después de la inesperada pérdida de su novia y de su madre, Rubinstein se sumió aún más en sus adicciones y el 3 de julio de 1993 se suicidó por una sobredosis de drogas.